# Suïdes
Suïdes va ser un lexicògraf grec del segle x. Va deixar en llegat un glossari, una recopilació imprecisa, però que abasta força fragments d'interès sobre la història lietarària, entre altres testimonis, transcriu segments d'obres d'autors de l'època que no han perdurat en l'actualitat.
El glossari de Suïdes anomenat la Suïda (Suidas, Σουΐδας) o la Suda (Σοῦδα, Souda) era un híbrid de diccionari i enciclopèdia. Hi va descriure l'etimologia, la derivació i significat de cadascuna de les paraules d'acord amb els criteris d'autoritats en el tema, com Valeri Harpocració.
Alguns autors pensen que en realitat Suïdes és un personatge de llegenda, ja que la recopilació de l'obra sembla feta per diverses mans, encara que sens dubte a la segona meitat del segle x i per lexicògrafs de l'Imperi Romà d'Orient. Es creu que el nom li ve donat pel nom amb què es coneix l'enciclopèdia.